# LITALICO発達ナビ
LITALICO発達ナビ (リタリコ発達ナビ) とはLITALICOが運営する児童発達支援、放課後等デイサービス、保育所等訪問支援を中心としたポータルサイト。

## 概要
全国のサービス提供事業所から当事者交流コミュニティなど発達障害等に関する情報が発信されている。
キャッチフレーズは「みんなでつくる、発達障害ポータルサイト」。

## サービス内容
サービス提供事業所
登録することで、ブログ投稿やお問い合わせの受付や事業所情報の掲載ができる。登録は月額料金制となっており、利用するプランによって金額は異なる。
当事者
LITALICO発達ナビで掲載されているコラムの閲覧や、メルマガ情報を受け取れる。
またユーザー同士での交流ができるコミュニティやダイアリー機能でのコメント投稿やQ&Aが活用が出来るようになる。